# 李昌平 (1961年)
李昌平（1961年1月—），男，藏族，四川金川人，中华人民共和国政治人物。中共第十八届中央候补委员，四川省委党校经济管理专业毕业，省委党校在职研究生学历，畜牧师。

## 生平
1982年7月参加工作，同月加入中国共产党。早年在西南民族学院畜牧兽医系畜牧专业学习。毕业后曾常年在四川省畜牧局草原处、四川省草原工作总站工作。历任四川省畜牧局草原工作总站副站长，四川省畜牧局草原处、省畜牧食品办牧区处副处长，四川省畜牧食品办公室（局）牧区处处长，四川省畜牧食品局生产科教处处长，四川省畜牧食品局副局长等职务。
2006年1月，任绵阳市人民政府副市长。同年12月，任中共甘孜州委副书记。2007年1月，任甘孜州人民政府副州长、代州长。同年3月，正式出任甘孜州人民政府州长。
2011年9月，升任中共四川省委常委，次月兼任省委农工委主任、省民工委副书记。2016年4月，任国家民族事务委员会副主任。2019年1月18日，当选四川省政协副主席。2023年1月14日，卸任四川省政协副主席职务。